# Селенгінський ВТТ
Селенгінський ВТТ (рос. Селенгинский ИТЛ, Селенгинлаг) — виправно-трудовий табір системи ГУЛАГ, який діяв з 14.05.53 по 05.10.53.

## Історія
Попередником Селенгінлагу був ВТТ при Будівництві 505. Управління табору розташовувалось за адресою:
ст. Наушки Східно-Сибірської залізниці (Бурят-Монгольська АРСР), п/я ВТ-1. Ув'язнені займались переважно роботами на збагачувальних ф-ках і буд-вом ГЗК АТ «Совмонголметалл», будівельно-монтажними роботами Будівництва 505 МПС (Міністерство шляхів сполучення).
Постановою РМ 2500–1032с від 23.09.53 наказано:
- МЮ направити додатково 17 500 з/к в Кунєєвський ВТТ, у тому числі з обслуговуючих ГЗК радянсько-монгольського АТ «Совмонголметалл» (до 01.11.53) і Буд-во 505 МПС в Монгольській Народній Республіці (в грудні 1953 р);
- МПС в IV кв. 1953 направити для Буд-ва 505 замість з/к відсутню кількість робочих залізничним військово-буд. частинам і провести оргнабір 4000 чоловік для ГЗК.
- Наказано ліквідувати з 01.01.54;
- виробничі об'єкти передати залізничним і військово-буд. частинам МО СРСР. В Кунєєвський ВТТ наказано перевести з/к — чоловіків із залишком терміну більше 6 міс., інших — в ОВТК Бурят-Монгольської АРСР.

## Чисельність ув'язнених
- 25.05.53 — 7044;
- 15.07.53 — 6020